# Štěpán Havránek
Štěpán Havránek (* 15. července 1997 Hradec Králové) je český hokejový obránce.

## Hráčská kariéra
Svoji hokejovou kariéru začal v klubu HC VCES Hradec Králové, kde prošel všemi mládežnickými kategoriemi a krátce nastupoval také formou střídavých startů za seniorskou kategorii WIKOVu Hronov v krajském přeboru. V sezoně 2014/15 pomohl královéhradeckému týmu k postupu do juniorské extraligy. V následujícím ročníku hrál nejprve za seniorskou kategorii prvoligového celku HC Stadion Litoměřice a v lednu 2016 si odbyl premiéru v "áčku" Hradce v nejvyšší soutěži proti mužstvu HC Olomouc. V dalších letech nastupoval za juniorku Hradce Králové a zároveň kvůli většímu hernímu vytížení v mužské kategorii hrál za Litoměřice.

## Jednotlivé sezony
- 2010/2011 HC VCES Hradec Králové – mládež
- 2011/2012 HC VCES Hradec Králové – mládež
- 2012/2013 Královští lvi Hradec Králové – mládež
- 2013/2014 Královští lvi Hradec Králové – mládež, HC WIKOV Hronov (KLLH)
- 2014/2015 Mountfield HK – mládež
- 2015/2016 HC Stadion Litoměřice (1. liga), Mountfield HK – mládež, A-tým (Česká extraliga),
- 2016/2017 HC Stadion Litoměřice (1. liga), Mountfield HK – mládež
- 2017/2018 HC Stadion Vrchlabí 2. liga
- 2018/2019 HC Stadion Vrchlabí 2. liga
- 2019/2020 HC Stadion Vrchlabí 2. liga
- 2020/2021 HC Slovan Ústí nad Labem 1. liga
- 2021/2022 HC Slovan Ústí nad Labem 1. liga
- 2022/2023 HC Oceláři Třinec ELH, HC Frýdek-Místek
- 2023/2024 HC Frýdek-Místek (1. liga)
- 2024/2025 HC Frýdek-Místek (1. liga)